# Georg Fuchs (biologiste)
Pour les articles homonymes, voir Fuchs.
Ne doit pas être confondu avec Georg Fuchs (général).
Georg Constantin Fuchs (né le 29 novembre 1945 à Ellwangen) est un microbiologiste allemand et professeur d'université.

## Carrière scientifique
Fuchs étudie la biologie à l'Université de Fribourg, où il réussit l'examen de diplôme en 1973. En 1975, il obtient son doctorat sous la direction de Rudolf Thauer (de) à l'Université de la Ruhr à Bochum avec une thèse sur l'oxydation enzymatique du monoxyde de carbone.
Après un séjour de recherche à Madison/USA, il travaille de 1976 à 1982 comme assistant de recherche de Rudolf Thauer au Laboratoire de Microbiologie de l'Université de Marbourg, où il obtient en 1980 une habilitation sur la fixation biologique du carbone.
En 1982, Fuchs reçoit un poste de professeur à l'Université d'Ulm, où il dirige également le nouveau département de microbiologie appliquée. En 1994, il est nommé professeur de microbiologie à l'Institut biologique II de l'Université de Fribourg, succédant à Gerhart Drews (de). En 2011, il prend sa retraite.

## Principaux domaines de recherche
Les principaux domaines de recherche de Fuchs sont les voies métaboliques centrales et les enzymes chez les bactéries, avec plusieurs sujets au premier plan de son intérêt scientifique :
- fixation biologique du CO 2, où Fuchs a pu montrer de nouvelles possibilités sur la façon dont les bactéries assimilent le dioxyde de carbone
- Voies métaboliques dans lesquelles le composé métabolique central, l'acide acétique, est oxydé et incorporé dans les éléments constitutifs des cellules
- le métabolisme des composés aromatiques stables, des hydrocarbures et des stéroïdes, notamment en l'absence d'oxygène.

## Publications (sélection)
- mit Rolf Schauder, Bernhard Eikmanns, Rudolf K. Thauer und Fritz Widdel: Acetate oxidation to CO2 in anaerobic bacteria via a novel pathway not involving reactions of the citric acid cycle. In: Archives of Microbiology. Bd. 145, 1986,  (ISSN 0302-8933), S. 162–172, DOI 10.1007/BF00446775.
- mit M. Boll: Benzoyl-coenzyme A reductase (dearomatizing), a key enzyme of anaerobic aromatic metabolism. ATP dependence of the reaction, purification and some properties of the enzyme from Thauera aromatica strain K172. In: European Journal of Biochemistry. Bd. 234, 1995,  (ISSN 0014-2956), S. 921–933, DOI 10.1111/j.1432-1033.1995.921_a.x.
- mit Ivan A. Berg, Daniel Kockelkorn und Wolfgang Buckel: A 3-hydroxypropionate/4-hydroxybutyrate autotrophic carbon dioxide assimilation pathway in Archaea. In: Science. Bd. 318, Nr. 5857, 2007, S. 1782–1786, DOI 10.1126/science.1149976.

### Manuels scolaires
- Peter Karlson (de), Detlef Doenecke, Jan Koolman, Georg Fuchs, Wolfgang Gerok: Karlsons Biochemie und Pathobiochemie. 15. Auflage. Georg Thieme Verlag, Stuttgart 2005  (ISBN 3-13-357815-4).
- Georg Fuchs (Hrsg.): Allgemeine Mikrobiologie. 9. Auflage. Georg Thieme Verlag, Stuttgart 2014  (ISBN 978-3-13-444609-8).

## Honneurs et adhésions
- 1980 Prix d'avancement de la Société allemande d'hygiène et de microbiologie (de)
- 1982 Bourse Heisenberg (de)
- 1989 Prix de recherche Merckle de l'Université d'Ulm
- 1996 Prix de la Société allemande d'hygiène et de microbiologie (de)
- 1997 Prix Leibniz de la Fondation allemande pour la recherche
- 2007 Membre de la Léopoldine[1]